# René Barrientos Ortuño
René Barrientos Ortuño (Tarata, 30 maggio 1919 – Arque, 27 aprile 1969) è stato un generale, politico e dittatore boliviano.

## Biografia
Nacque nel 1919 a Tarata, nel dipartimento di Cochabamba. Nel 1938 entrò nel collegio militare uscendo nel 1943 con il grado di sottotenente. Dopodiché studiò nel collegio militare di aviazione Boquerón. Divenne generale e nel 1957 fu nominato comandante in capo della Fuerza Aérea Boliviana, l'aeronautica militare boliviana.
Nel 1964 fu eletto Vicepresidente della Repubblica sotto la presidenza di Víctor Paz Estenssoro. Prese il potere con un colpo di Stato militare il 4 novembre 1964, assieme al generale Ovando, con il quale co-governò fino al 1966.
Morì in un misterioso incidente d'elicottero nel 1969.

## Politica
Di impronta populista e autoritaria, concesse estensioni di terra ai contadini quechua e aymara dell'altipiano andino nei bassipiani tropicali, dove esistono tuttora villaggi che portano il suo nome (per esempio la comunità Barrientos, di coloni quechua, nella provincia Ichilo del dipartimento di Santa Cruz). Si trattava di una politica tendente a limitare le concessioni sulle più produttive terre delle valli andine destinando aree poco fertili, molto isolate e ancora allo stato naturale, ai contadini senza terra. Ciò nonostante gli valse una certa fama nei settori indigeni contadini dell'altipiano.
Durante il suo governo nominò il criminale nazista Klaus Barbie, che in Bolivia si faceva chiamare Klaus Altmann, presidente della società di navigazione boliviana (Transmaritima). All'epoca questa società contava una sola nave che, secondo informazioni riservate, era dedita al commercio internazionale illegale di armi. Barbie fu anche nominato consigliere dei servizi segreti boliviani.
Particolarmente elevato il numero di vittime durante la sua dittatura. Secondo Amnesty International, solo tra il 1966 e il 1968 vi furono tra 3 000 e 8 000 assassinii degli squadroni della morte.

## Che Guevara
L'evento storico di maggior rilevanza internazionale durante la sua dittatura fu lo sviluppo della guerriglia di Che Guevara in Bolivia, che Barrientos represse con un notevole dispiegamento di forze e mezzi, l'aiuto di consiglieri militari nordamericani e una feroce propaganda nazionalista. Fu lo stesso Barrientos a ordinare l'esecuzione sommaria del Che - catturato ferito il giorno prima - il 9 ottobre 1967 a La Higuera, nel dipartimento di Santa Cruz. La prima versione che fece diffondere alla stampa internazionale era che Guevara fosse morto durante i combattimenti.